# Nama (narod)
Nama ili Namaqua je naziv etničke skupine u Bocvani, Namibiji i Južnoj Africi.
Pripadaju u Hotentote (zajednički naziv za kojsanske etničke skupine srodne Bušmanima, koje su predstavljale ili predstavljaju domorodačko stanovništvo u jugozapadnim dijelovima Afrike). Imaju jezik khoekhoe kao i etnička skupina Damara, koja ga je usvojila od njih. U Namibiji često žive na istim područjima. 
Izvorno životno područje etničke skupine Nama je jug Namibije i sjever Južnoafričke Republike. Na sjeveru su došli u sukob s etničkom skupinom Herero. Vodili su borbe oko pašnjaka, koji su potrebni i jednima i drugima za uzgoj stoke.
Tijekom ustanka protiv njemačkih kolonizatora od 1904. do 1907. godine, poginula je polovica pripadnika Nama.
U 2005. godini, broj Nama u Namibiji procjenjivao se na oko 60,000. Uobičajena Nama prezimena, iz kojih se vidi i kontakt s bijelcima su: Witbooi, Swartbooi, Veldskoendraers, Oorlams, Fransmannen i Afrikaner. Vođe Nama bili su: Jonker Afrikaner i Hendrik Witbooi.